# Dodecatheon
- Commons
- Wikispecies

Dodecatheon L. é um género botânico pertencente à família Primulaceae.

## Sinonímia
- Exinia Raf.

## Espécies
- Dodecatheon alpinum
- Dodecatheon clevelandii
- Dodecatheon conjugans
- Dodecatheon cruciatum
- Dodecatheon cusickii
- Dodecatheon dentatum
- Dodecatheon frigidum
- Dodecatheon hendersonii
- Dodecatheon integrifolium
- Dodecatheon jeffreyi
- Dodecatheon meadia
- Dodecatheon pauciflorum
- Dodecatheon poeticum
- Dodecatheon pulchellum
- Dodecatheon redolens
- Lista completa

## Classificação do gênero
| Sistema | Classificação                      | Referência               |
| ------- | ---------------------------------- | ------------------------ |
| Linné   | Classe Pentandria, ordem Monogynia | Species plantarum (1753) |